# Psilopogon henricii
Megalaima henricii là một loài chim trong họ Megalaimidae.